# Líšnice (Ústí nad Orlicí-i járás)
Líšnice település Csehországban, az Ústí nad Orlicí-i járásban. Líšnice Klášterec nad Orlicí, Kunvald, Žamberk, Pastviny, Nekoř és Lukavice településekkel határos. Lakosainak száma 776 fő (2024. január 1.).

## Népesség
A település lakosságának változását az alábbi diagram mutatja:
| Lakosok száma | 1152 | 1131 | 1046 | 770  | 690  | 728  | 743  | 761  | 764  | 776  |
|               | 1869 | 1890 | 1921 | 1950 | 1980 | 2001 | 2017 | 2019 | 2022 | 2024 |